# Tropidia rostrata
Tropidia rostrata är en tvåvingeart som beskrevs av Tokuichi Shiraki 1930. Tropidia rostrata ingår i släktet eldblomflugor, och familjen blomflugor. Inga underarter finns listade i Catalogue of Life.